# 中野真由美
中野 真由美（なかの まゆみ、1997年5月20日 - ）は、日本の元プロボクサー、元自衛官である。栃木県那須塩原市出身。中野サイトウボクシングジム所属。前WBOアジア太平洋女子ミニマム級王者。

## 来歴
2022年4月26日、後楽園ホールにて鵜川菜央戦でデビューするが、0-2判定負け。
2022年7月9日、エスフォルタアリーナ八王子にて長崎未久を4回1:12TKOで降し初勝利。
2022年11月28日、お笑い芸人でもあるかぎしっぽさちを3回TKOで降し後楽園ホール初勝利。
2023年3月16日、『Victorivaミニマム級2勝トーナメント』初戦としてハンバーグ・ヒロコを3-0判定で降す。
2023年6月20日、『Victorivaミニマム級2勝トーナメント』決勝戦で前原香那枝を4回TKOで降しトーナメント優勝。
2023年9月27日、『Victoriva Vol.7』にて初の6回戦として元女子日本アトム級王者の長井香織と対戦し、3-0（58-56、60-54×2）判定で勝利。
2024年1月12日、『フェニックスバトル109』にて吉川梨優那が持つWBO女子アジアパシフィックミニマム王座に挑戦し、8回2-0（75-75、77-75×2）の判定勝利で初タイトル獲得に成功。
同月の東日本ボクシング協会月間新鋭賞を受賞。
2024年5月16日、『フェニックスバトル116』にて日本王者ロリト麻理菜との王座統一戦を予定していたが、右膝前十字靭帯断裂のため棄権。
2024年9月11日付で王座返上。
2024年12月7日付で現役引退。

## 戦績
- 7戦 6勝 (3KO) 1敗

| 戦           | 日付           | 勝敗 | 時間    | 内容    | 対戦相手                           | 国籍 | 備考                                   |
| ------------ | -------------- | ---- | ------- | ------- | ---------------------------------- | ---- | -------------------------------------- |
| 1            | 2022年4月26日  | ★    | 4R      | 判定0-2 | 鵜川菜央（FLARE山上）              | 日本 | プロデビュー戦                         |
| 2            | 2022年7月9日   | ☆    | 4R 1:12 | TKO     | 長崎未久（北澤）                   | 日本 |                                        |
| 3            | 2022年11月28日 | ☆    | 3R 1:05 | TKO     | かぎしっぽさち（FLARE山上）        | 日本 |                                        |
| 4            | 2023年3月16日  | ☆    | 4R      | 判定3-0 | ハンバーグ・ヒロコ（パンチアウト） | 日本 | Victorivaミニマム級2勝トーナメント     |
| 5            | 2023年6月20日  | ☆    | 4R 0:55 | TKO     | 前原香那枝（三迫）                 | 日本 | Victorivaミニマム級2勝トーナメント優勝 |
| 6            | 2023年9月27日  | ☆    | 6R      | 判定2-0 | 長井香織（真正）                   | 日本 |                                        |
| 7            | 2024年1月12日  | ☆    | 8R      | 判定2-0 | 吉川梨優那（ディアマンテ）         | 日本 | WBO女子アジア太平洋ミニマム級王座獲得  |
| テンプレート |                |      |         |         |                                    |      |                                        |

## 獲得タイトル
- 第5代WBOアジアパシフィック女子ミニマム級王座（防衛0=返上）

## 受賞歴
- 東日本ボクシング協会2024年1月度月間新鋭賞